# Clavis linguarum semiticarum
Clavis linguarum semiticarum war eine Buchreihe, die seit 1910 im Münchner Verlag C. H. Beck erschien. Die Bände umfassen Grammatiken und Chrestomathien zu den semitischen Sprachen und zum Ägyptischen. Herausgeber der Reihe war Hermann L. Strack. Er wird als solcher auch bei den nach seinem Tode erschienenen Bänden VIII und IX geführt. Die Bände I, II und IV waren zuvor bereits in mehreren Auflagen und zum Teil bei anderen Verlagen erschienen. In der Bandliste ist jeweils die erste Auflage im Rahmen der Reihe aufgeführt. Auch nach dem Zweiten Weltkrieg erschienen noch einzelne Neuauflagen und -bearbeitungen, diese führen – abgesehen von Band I – den Reihentitel jedoch nicht mehr.

## Bandliste
1. Hermann L. Strack: Hebräische Grammatik, mit Übungsbuch.[1] 10. und 11., sorgfältig verbesserte und erhöhte Auflage 1911; 12. und. 13. Auflage 1917; 14. Auflage neu bearbeitet von Alfred Jepsen 1930; 15. Auflage 1952. [mehrere Nachdrucke]
2. Arthur Ungnad: Babylonisch-assyrische Grammatik, mit Übungsbuch (in Transkription).[2] 2., durchgesehene Auflage 1926 [1925]; ab der 3., durchgearbeiteten Auflage 1949 (beim Biederstein Verlag) als Grammatik des Akkadischen.; 4. Auflage (Neubearbeitung durch Lubor Matouš) 1964; 5. Auflage 1969 [Nachdruck 1979]; 6. Auflage 2007. ISBN 3-406-02890-X.
3. Max L. Margolis: Lehrbuch der aramäischen Sprache des babylonischen Talmuds: Grammatik, Chrestomathie und Wörterbuch. 1910. (online)
4. Hermann L. Strack: Grammatik des Biblisch-Aramäischen, mit den nach Handschriften berichtigten Texten und einem Wörterbuch.[3] 5., teilweise neubearbeitete Auflage München 1911 (online); 6., durchgesehene Auflage 1921. (online)
5. Karl Albrecht: Neuhebräische Grammatik, auf Grund der Mišna bearbeitet. 1913.
6. Günther Roeder: Ägyptisch: Praktische Einführung in die Hieroglyphen und die ägyptische Sprache, mit Lesestücken und Wörterbuch. 1913; 2., verbesserte und vermehrte Auflage 1926 [1925].
7. Arthur Ungnad: Syrische Grammatik, mit Uebungsbuch. 1913; 2., verbesserte Auflage 1932. [mehrere Nachdrucke]
8. Arthur Ungnad: Babylonisch-assyrisches Keilschriftlesebuch. 1927.[4]
9. Walter Till: Koptische Dialektgrammatik mit Lesestücken und Wörterbuch. 1931; 2., neugestaltete Auflage 1961. [Nachdrucke]